# Консервфилм
„Консервфилм“ е български анимационен филм  (късометражен) от 1990 г. на режисьора Златин Радев.
Филмът е създаден през 1990 г. и е с продължителност 18 минути. Получава 20 награди от целия свят и е номиниран за „Оскар“ през 1991 г.

## Сюжет
Внимание:  Текстът по-долу разкрива сюжета на произведението (или части от него)!
В него се представя свят на консервни кутии, които се пълнят с продукти и им се поставят етикети, според това кой е на власт – череши, домати, люти чушки, лимони и др. Като се представя образа на тълпата. Поточната линия е репресивната машина, както на политиката, така и на всички техники, с които масата бива манипулирана.